# 独眼龍改
『独眼龍改』（ネオドラグーン）は、藤川祐華による日本の漫画作品。『ガンガン戦-IXA-』2009年冬の陣から2010年冬の陣および、『ガンガンONLINE』（共にスクウェア・エニックス）2010年3月25日更新分から2011年8月25日更新分まで平行連載された。
伊達政宗を題材とした戦国時代劇で、野心家、策謀家とされる政宗を、義侠と人情に通じた無頼漢として描く。作風は『戦国BASARA』や『BRAVE10』、『織田信奈の野望』などと言った連載当時の戦国マンガ同様にオーバーなアクションシーンや、戦場でビキニアーマーのような恰好をして刀を振り回す女性キャラクターが出てくるなど、あまり現実的ではない。また、輝宗が小出森落城後も存命であるなど、史実に反する描写もある。

## あらすじ
伊達政宗。人は彼を独眼龍と呼ぶ。野心に満ち、謀略で天下を掴まんとする伊達者。それが後世に伝わる政宗像であろう。だが、本当の政宗は違う。誰よりも友情と男気に溢れ、優しく強き男。それが政宗であった。
時は安土時代末期。織田信長が畿内を治め西国統一目前に迫っていた折、偉大なる「政宗」の名を継いだ梵天丸は、正室の愛、側近である小十郎・成実・宗時らと共に、初陣を迎えた。度重なる戦と裏切りにもめげず、動乱の続く奥州に平和を齎そうとする政宗であったが、その覇道を快く思わない実弟・竺丸は、ひそかに敵国と通じ、政宗を追い詰める。

## 登場人物

### 主要人物
伊達政宗
本作の主人公。茶髪に加え、左耳と唇にピアスを嵌めたロックミュージシャンのような姿の青年。
言動は昨今の若者のようだが、義侠に長け、度量も広い。武勇に優れ、宙に浮く紅葉を一刀両断するほどの剣才を有する。料理も上手い。
仲間や国を侮辱されることを許さないプライドの高い性格であるが、若輩故に敵の誘いに乗ってしまう短気な所も見受けられる。一方で、強敵に対しては「倒す」ことよりも「味方に引き入れる」ことを優先する。
妻である愛に対しては年相応の感心を抱いているものの、本人が本人なので肉体関係はなかなか結べずにいる。
愛姫
本作のヒロイン。政宗の正室にして、坂上田村麻呂直系の子孫。
とても13歳（初登場時）とは思えないほどの巨乳を有する絶世の美少女であるが、卓越した剣才を有し、自ら刀を取り戦場に出る烈女。戦いの際にはビキニアーマーの様な露出度の高い鎧を着用する。
政宗から体を求められなかったことを思い悩み、自ら別式として戦う道を選んだが、根はやはり10代の少女であり、政宗に対し深い愛を抱いている（事あるごとに政宗をボコボコにしているが）。政宗とは対照的に料理が苦手。
終盤で竺丸により捕らえられ人質とされるが、サブに助けられ、難を脱した。最終回では政宗の子を宿した。
片倉小十郎景綱
政宗の傅役を務める股肱之臣。女性と見紛うほどの優男で、常に敬語を崩さない。戦闘には刀と十文字槍を使用するが、女性相手には石突で投げて制圧する。
勇に猛りやすい政宗を抑える、礼儀正しく理知的なブレーン役であるが、忠誠心は非常に高く、あまりに卑劣な佐竹善宣の策略に際しては怒髪天を抜いて怒り、敵兵に「鬼」と恐れられた。
伊達藤五郎成実
政宗の従弟。黒髪の青年。政宗を「マサ」呼ばわりするほど仲がいい。普段は一刀で戦うが、本気を出すと脇差も使用した二刀流を繰り出す。男気に溢れ、政宗の為ならば自らの命を差し出すほどの忠臣。
原田左馬助宗時
政宗の重臣の一人。寡黙にして実直な性格。抑揚に乏しく注意力が高いため、諜報を得意としている。サブが大好き。宴の際には自らクマの毛皮を着て鮭を取るなどお茶目な所もある。
サブ
政宗の愛犬、犬小姓（わんこしょう）。鼻の利く忍犬。伊達家臣団からの寵愛を受けている。口に苦無を咥え、素早い動きで敵を翻弄する。

### 伊達家
伊達輝宗
政宗の父親。お人好しな性格。政宗を見込み、家督を譲る。温厚篤実だが豪胆であり、政宗の計略をすぐに見抜き、錯乱する義姫を一喝するなど有能な武将。
義姫
政宗の母親で義光の妹。とても2児の母とは思えない豊満な肉体を持つ美女であるが、格闘技の達人であり、伊達家臣団ですら容易に蹴散らすほどの女傑。政宗に対しては寵愛を傾けており、隻眼となった彼に眼帯を授けたのは彼女である。
竺丸
政宗の弟。一見すると純朴な美少年であるが、家督を譲られ皆の寵愛と信頼を一身に受ける兄に憎悪を抱いており、政宗を追い落とそうと考えている。五家同盟に密かに通じ、佐竹のコネで跡取りのいない蘆名家への養子縁組を目論み、土壇場で本性を表して愛を攫った。しかし、叔父・義光が政宗の計略で軍を引くと見捨てられ、紗葵の敗北により完敗を喫した。政宗の信頼を踏み躙ったことを悔やんで改心し、最後は出家した。
五郎八姫
4巻のおまけページで2コマだけ登場した政宗と愛の娘。髪は父親似、顔は母親似。

### 伊達家臣団
鬼庭左月斎
伊達に古くから仕える鬼庭家の老将。典型的な頑固おやじで、政宗の破天荒な言動に頭を悩ませている。
なお、史実においては彼の娘であり景綱の異父姉でもある片倉喜多に当たる人物は本作では登場しない。
鬼庭綱元
左月斎の嫡子。鷹揚に構えた好漢。
泉田重光
輝宗の代より使える老将。朋友の左月とは逆に明るい性格の好々爺。
後藤孫兵衛信康
伊達家の若侍。
虎哉宗乙
幼い日の梵天丸の師を務めた老僧。いわゆる雷親父で躾に厳しいが、サブには甘い。
霞＆疾風
忍者の姉弟。姉の霞はお転婆な少女で、弟の疾風はやや気弱な少年。無数の苦無、手裏剣を操る。
元は蘆名家の雇われ忍び（くノ一）で、元は低い身分の生まれ。武士を憎悪し成実を疾風と共に襲撃するも、主君を守り自分たちの違えた道をも更生させようとする成実の器に心打たれ、黒脛巾組に入隊する。
単行本書き下ろしのおまけページでは成長した姿が描かれ、五郎八姫を可愛がっていた。
大内定綱
小浜塩松の有力豪族・大内家当主。あごひげを生やした紳士然とした武将。地形を生かした戦術を得意とする老獪な智将。
当初は政宗を見下して不遜な態度を取っていたが、ニセ伊達軍（佐竹軍）による小手森城撫で斬り事件により心を折られ、ニセ伊達軍の正体を知ったがために口封じで消されそうになるが、政宗に救われる。その恩義を感じ心を改め、小出森落城のデマの火消しに尽力。なお小出森の民を救えず首を垂れる政宗の器に敬服し、生涯忠誠を誓った。
青木修理亮弘房
定綱の重臣。成実からの「説得」を受け、半泣きで命乞いしながら伊達臣従を申し出た。
田村清顕
愛姫の父親。糸目で温厚な男性。娘の政略結婚を契機に伊達家と良縁を築く。
小出森撫で斬りの際には、一時的に政宗達を田村軍傘下とすることで同士討ちを防いだ。

### 五家同盟
最上義光
山形城主にして義姫の兄。蘆名・岩城・白河・石川と結託した「五家同盟」を作り出し、伊達潰しを目論む。策略家であるが家族思いで、重度のシスコンかつ親馬鹿。また、あまりに狭量な竺丸の狼狽ぶりに対しては叔父として、先輩として一喝している。
お駒
義光のまだ幼い愛娘。叔母である義姫を慕っているが、それ故に政宗から愛姫奪還取引のダシにされてしまった。（義光がすぐさま条件を飲んだため、本人は義姫と遊んでいるだけで事態は終わった）。
佐竹義宣
五家同盟の盟主で、ウェーブヘアの青年。普段は抑揚に欠けるが、父・佐竹義重を病的に崇拝しており、父の為なら卑劣な手段を講じることも辞さず、部下にも恐れられている。
伊達潰しの為に自ら政宗に扮してニセ伊達軍を率い、小出森城での撫で斬りを行う。顔を見た定綱の命を狙うも本物の政宗との一騎打ちに敗れ、弟・義広に抱えられて退散する。
その後、大崎の援軍として成実・宗時を圧倒するも、小出森の件で激昂した小十郎に散々にやられ敗走した。
翌年、蘆名の家名を継いだ義広と共に政宗との最終決戦に挑む。
白河義広／蘆名義広
義宣の実弟。童顔の美少年。白河結城氏の養子となり白河姓を名乗る。常識人であり、兄の病的なファザーコンプレックスには恐怖している。
五家同盟崩壊後は失脚した竺丸に代わり蘆名家の養子となった。
阿南姫
蘆名家の当主蘆名盛隆の母で、盛隆並びに夫・二階堂盛義の亡き後は実権を握る。甥である政宗を蛇蝎の如く嫌悪しており、家名を守るべく竺丸と結託する。
部下である紗葵からはババア呼ばわりされ、慕われていなかった。
紗葵
「風裂き」の異名を持つくノ一。爆発的な脚力を活かし、腸抉の鏃を有する矢を靴に仕込んだ隠し弓で無数に発射する、殺傷を何よりも好む快楽殺人鬼。
阿南姫から竺丸に部下として出向させられ、竺丸からの「僕の為に生きろ、そして僕の為に死ね」という契約を結ぶ。
愛姫逃走時には政宗討伐の為に大崎兵も巻き込んだ虐殺を行うが、愛と政宗により左足を切りつけられ、戦線離脱する。
単行本書き下ろしのエピローグで出生が明かされ、元は中国地方出身の盗賊で、狂気じみた戦闘欲と復讐心故に三成に拾われたらしい。
大崎義隆
羽州探題。元は伊達家臣だったが、小出森撫で斬りの件を契機に離反し、五家同盟に参加した。図体はでかいが臆病で小心者。
愛姫脱走時には敵味方関係なしに虐殺を行う紗葵から逃げ回り、政宗から保護される始末であった。

### 相馬家
相馬義胤
小高城主。政宗初陣の相手。
並外れた居合の達人で冷酷な性格。政宗をゴミと見下し斬り捨てようとするも、愛との協力で傷を負い敗走する。
あおい
愛姫の侍女だが、その正体は相馬の草（くノ一）。義姫に勝るとも劣らない爆乳で妖艶な喋り方をする。愛に別式となるよう唆した張本人。武器は手甲鉤。相馬本隊を自陣におびき寄せたが、一瞬にして小十郎に投げ飛ばされて制圧される。
ふき
同じく愛姫の侍女に扮していた草。糸目で貧乳。武器は苦無。本性を現した後に義胤を守ろうとするも政宗から鎧袖一触される。

### 豊臣家
石田三成
天下統一を狙う豊臣秀吉の側近。紗葵の真の黒幕。小田原征伐のために東北の大名を集めようとしていた。
大谷吉継
三成の親友。忍者でも気づかぬほどの神出鬼没ぶりを見せる。堅実なリアリスト。

## 書誌情報
- 藤川祐華『独眼龍改』スクウェア・エニックス〈ガンガンコミックスIXA〉、全4巻
  1. 2010年6月18日 ISBN 978-4-7575-2893-2
  2. 2010年12月22日 ISBN 978-4-7575-3094-2
  3. 2011年6月22日 ISBN 978-4-7575-3263-2
  4. 2011年11月22日 ISBN 978-4-7575-3418-6